# Jacques Houdek
Jacques Houdek (Zágráb, 1981. április 14. –) horvát énekes. Ő képviselte Horvátországot a 2017-es Eurovíziós Dalfesztiválon Kijevben. A döntőben 128 pontot sikerült összegyűjtenie, így a 13. helyezést érte el.